# 京都府道667号夕日ヶ浦木津温泉停車場線
京都府道667号夕日ヶ浦木津温泉停車場線（きょうとふどう667ごう ゆうひがうらきつおんせんていしゃじょうせん）は、京都府京丹後市を通る一般府道である。

## 概要
京丹後市網野町木津の北近畿タンゴ鉄道宮津線 夕日ヶ浦木津温泉駅から国道178号交点に至る。
木津温泉への最寄駅前の100 mに満たない短い通り。認定当初の名称は当時の駅名に合わせた丹後木津停車場線（たんごきつていしゃじょうせん）であったが、1990年（平成2年）4月1日に駅名が木津温泉に改称されると路線名も木津温泉停車場線（きつおんせんていしゃじょうせん）に変更された。さらに2015年（平成27年）4月1日に駅名が夕日ヶ浦木津温泉に改称されたことに伴い、現在の名称に変更されている。

### 路線データ
- 起点：京丹後市網野町木津（北近畿タンゴ鉄道宮津線 夕日ヶ浦木津温泉駅前）
- 終点：京丹後市網野町木津（夕日ヶ浦木津温泉駅前交差点、国道178号交点）
- 総延長：98 m

## 歴史
- 1959年（昭和34年）12月18日 - 京都府が丹後木津停車場線として認定[2]。
- 1990年（平成2年）4月1日 - 駅名が木津温泉に改称されると路線名も木津温泉停車場線（きつおんせんていしゃじょうせん）に変更。
- 2015年（平成27年）4月1日 - 駅名が夕日ヶ浦木津温泉に改称されたことに伴い、現在の名称に変更[1]。

## 地理

### 通過する自治体
- 京丹後市

### 交差する道路
| 交差する道路 | 交差する場所 | 交差する場所                      |
| ------------ | ------------ | --------------------------------- |
| 国道178号]   | 網野町木津   | 夕日ヶ浦木津温泉駅前交差点 / 終点 |

### 沿線
- 北近畿タンゴ鉄道宮津線 夕日ヶ浦木津温泉駅
- 木津温泉